# Tigers de Hamilton
Pour les articles homonymes, voir Tigers de Hamilton (homonymie).
Les Tigers de Hamilton sont une franchise de hockey sur glace professionnelle qui joue en Amérique du Nord dans la Ligue nationale de hockey au début du XXe siècle. L'équipe est basée à Hamilton en Ontario au Canada et est la continuité des Bulldogs de Québec. Après quatre saisons difficiles, les Tigers finissent premiers de la LNH en 1924-1925 mais sont disqualifiés de la course à la Coupe Stanley en raison d'une grève des joueurs. La franchise déménage quelque temps après pour devenir les Americans de New York.

## Historique

### Les Bulldogs

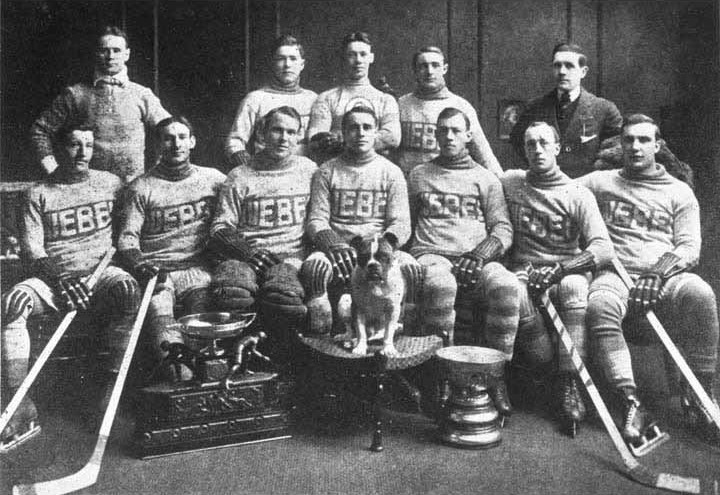
Les Bulldogs de Québec, prédécesseurs des Tigers.

Les Bulldogs de Québec sont à la base de la création de la Ligue nationale de hockey en 1917 alors que l'équipe date de 1888. Malgré tout, des fonds insuffisants font que l'équipe ne joue pas les deux premières saisons dans la LNH et ils ne peuvent jouer que la saison 1919-1920. Menés par Joe Malone, le meilleur pointeur de la saison, l'équipe termine tout de même à la dernière place de la saison et de la LNH. L'équipe est revendue à la fin de la saison et déménagée à Hamitlon en Ontario.

### La fondation des Tigers
La société « Abso Pure Ice Company » et leur partenaire, Percy Thompson, achètent la franchise et l'ensemble des joueurs pour la somme de 5 000 dollars. Depuis 1869, la ville de Hamilton possède déjà une équipe de haut niveau de football canadien qui se nomme les Tigers, la nouvelle direction décide alors de renommer la franchise avec le même nom. La LNH impose aux autres franchises de la ligue – les Canadiens de Montréal, les St. Patricks de Toronto et les Sénateurs d'Ottawa, champions en titre – de prêter des joueurs aux Tigers afin de les renforcer. C'est ainsi qu'arrivent dans l'effectif : Billy Coutu de Montréal ou encore Joe Matte, Goldie Prodgers et surtout Cecil « Babe » Dye de Toronto. Percy Thompson prend le poste d'entraîneur de l'équipe.

### Derniers de la LNH
Le premier match de la saison 1920-1921 de la nouvelle équipe se joue le 22 décembre 1920 et l'oppose aux Canadiens. Sur une passe de Matte, Dye inscrit le premier but de l'histoire de la franchise dans leur patinoire, le Barton Street Arena (en), lors de la première période. Les deux joueurs combinent une deuxième fois pour doubler la mise cinq minutes plus tard puis finalement, l'équipe inscrit trois buts de plus pour une victoire 5-0. Howard Lockhart, gardien des Tigers, réalise ainsi le premier blanchissage de la courte histoire de l'équipe. Dye ne joue finalement que le premier match de la saison, l'équipe Toronto se rendant compte de son erreur d'avoir envoyé le joueur à Hamilton sans aucune autre compensation le fait revenir après cette première rencontre ; les Tigers récupèrent Mickey Roach en retour.Les Sénateurs font redescendre les Tigers sur terre lors du deuxième match avec une feuille de match qui se solde sur la marque de 3-1 pour les champions.

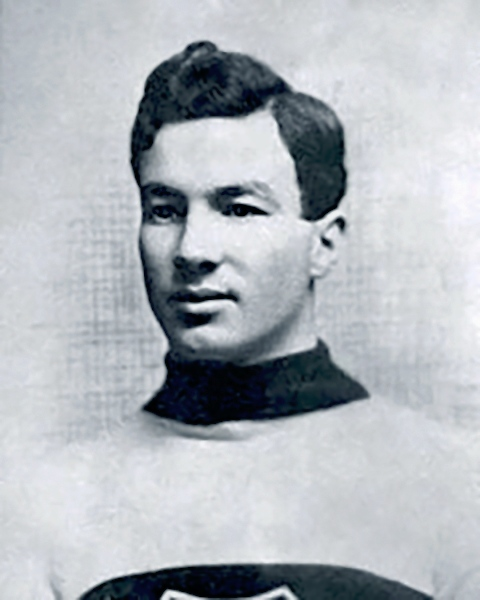
Le nouvel entraîneur de l'équipe pour 1922-1923 : Art Ross.

Au bout de quatre rencontres, Malone revient au jeu et avec trente buts, il finit quatrième meilleur buteur de la saison mais il est également l'entraîneur de l'équipe qui termine à la dernière place de la LNH cette saison. En effet, le blanchissage du premier match est finalement l'unique de la saison et l'équipe totalise une fiche de six victoires pour dix-huit défaites en vingt-quatre rencontres.
Ce scénario se répète lors de la saison 1921-1922 : Malone inscrit vingt-cinq buts en vingt-quatre rencontres mais l'équipe est encore une fois dernière de la LNH avec une seule victoire de plus au compteur. Leo Reise finit meilleur passeur de la saison à égalité avec Harry « Punch » Broadbent d'Ottawa, tous deux totalisant quatorze passes décisives.
Lassé de cette absence de résultats, Thompson quitte le poste d'entraîneur pour prendre celui de directeur-général. Il nomme à sa place l'ancien joueur et également ancien arbitre de hockey : Art Ross. Les dirigeants de l'équipe décide également de changer l'effectif et réalisent tout un tas d'échanges. Ainsi, Jake Forbes, gardien de Toronto, arrive au club. C'est également le cas de Billy Burch mais l'échange qui fait le plus de bruit est celui qui envoie Malone aux Canadiens en retour de Bert Corbeau et Edmond Bouchard. Individuellement, l'échange est vite oubliée puisque Malone n'inscrit qu'un seul but dans le calendrier de Montréal alors qu'avec douze aides, Bouchard est le meilleur à cet exercice de la saison 1922-1923. Malgré tout, collectivement, l'équipe est toujours aussi peu efficace et cette saison, seulement six victoires sont décrochées.
Ross décide de quitter le club après cette saison catastrophique qui s'est terminée sur six défaites de suite. Il est remplacé dans ses fonctions par Percy LeSueur. LeSueur signe alors quatre nouveaux joueurs des Wolves de Sudbury : les frères Red et Shorty Green pour jouer aux côtés de Burch et Alex McKinnon et Charlie Langlois en tant que défenseurs. Ce nouvel alignement parvient à faire légèrement mieux que les précédents puisque les Tigers décrochent neuf victoires dans le calendrier, l'équipe étant alors guidée par les dix-huit points de Burch. L'équipe termine tout de même une nouvelle fois à la dernière place du classement.

### Premiers mais suspendus
La saison 1924-1925 est la première saison où la LNH décide d'intégrer de nouvelles équipes. C'est ainsi la création des Bruins de Boston et des Maroons de Montréal. Les Bruins sont alors la première équipe de hockey de la LNH des États-Unis. L'équipe dirigée par James Gardiner connaît un début sans comparaisons avec les saisons passées puisqu'elle enchaîne quatre victoires consécutives. Lors des dix premiers matchs, ils ne connaissent qu'un revers et un match nul et à la fin de la saison, l'équipe termine à la toute première place du classement avec dix-neuf victoires, dix défaites et un match nul.
Avec cette première place, l'équipe accède directement à la finale de la LNH alors que les deuxièmes et troisièmes de la saison, les Canadiens et Toronto, doivent jouer une première ronde. Alors que les deux équipes commencent leur confrontation, les dix joueurs des Tigers annoncent à leur directeur qu'ils ne sont payés que pour jouer les matchs de la saison régulière et qu'ils veulent une prime pour jouer la finale de la LNH, prime de 200 dollars chacun. En effet leur contrat stipule qu'ils sont payés pour jouer entre le 1er décembre 1924 et le 31 mars 1925, et ceci quel que soit le nombre de rencontres programmées. La direction des Tigers refuse le chantage et les joueurs décident alors de faire grève, la première de la LNH. Frank Calder, commissaire de la LNH, rencontre alors Thompson et Shorty Green, représentant des joueurs pour tenter de trouver un compromis. Celui-ci ne se présente pas et à la fin de la réunion la décision tombe : les joueurs des Tigers sont tous suspendus, ils reçoivent une amende de 200 dollars et sont éliminés de la compétition. Les Canadiens ayant battu entretemps Toronto, ils sont sacrés champions de la LNH et jouent la finale de la Coupe Stanley contre les Cougars de Victoria de la Western Hockey League ; ce sont finalement ces derniers les champions de la Coupe Stanley, dernière équipe ne faisant pas partie de la LNH à remporter le trophée.
Le 16 mars 1925, les premières rumeurs concernant un déménagement de la franchise circulent et finalement en septembre, Tommy Gorman achète la franchise qui devient les Americans de New York.

## Identité de l'équipe

Logo en 1920-1921
Logo de 1921 à 1923
Logo de 1923 à 1925

## Statistiques
| Saison    | PJ | V  | D  | N | Pts | BP | BC  | Pun | Classement | Séries éliminatoires |
| --------- | -- | -- | -- | - | --- | -- | --- | --- | ---------- | -------------------- |
| 1920-1921 | 24 | 6  | 18 | 0 | 12  | 92 | 132 | 154 | Derniers   | Non qualifiés        |
| 1921-1922 | 24 | 7  | 17 | 0 | 14  | 88 | 105 | 76  | Derniers   | Non qualifiés        |
| 1922-1923 | 24 | 6  | 18 | 0 | 12  | 81 | 110 | 182 | Derniers   | Non qualifiés        |
| 1923-1924 | 24 | 9  | 15 | 0 | 18  | 63 | 68  | 83  | Derniers   | Non qualifiés        |
| 1924-1925 | 30 | 19 | 10 | 1 | 39  | 90 | 60  | 332 | Premiers   | Équipe suspendue     |

## Personnalités

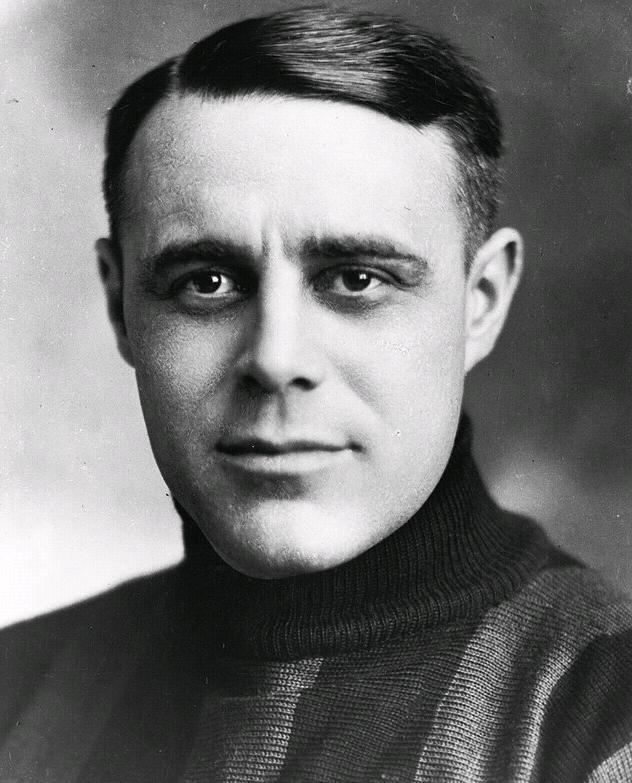
Joe Malone meilleur buteur de l'histoire de l'équipe.

Trente-trois joueurs ont porté les couleurs de l'équipe au cours des cinq saisons où elle existe. Seulement deux de ces joueurs ont fait partie des cinq effectifs : Mickey Roach et George Prodgers. Roach est logiquement le joueur le plus utilisé avec cent-douze parties disputées mais également le meilleur passeur et pointeur. Avec cinquante-cinq buts – en seulement deux saisons – Joe Malone est le meilleur buteur de l'équipe.

### Liste des joueurs
| Nom                   | PJ  | B  | A  | Pts | Pun | Saisons jouées |
| --------------------- | --- | -- | -- | --- | --- | -------------- |
| Amos Arbour           | 46  | 14 | 4  | 18  | 12  | 1921 à 1923    |
| Edmond Bouchard       | 73  | 12 | 14 | 26  | 48  | 1922 à 1925    |
| Billy Burch           | 61  | 42 | 8  | 50  | 16  | 1922 à 1925    |
| George Carey          | 48  | 11 | 3  | 14  | 10  | 1920 à 1923    |
| Eddie Carpenter       | 20  | 2  | 1  | 3   | 17  | 1920 à 1921    |
| Bert Corbeau          | 21  | 10 | 3  | 13  | 36  | 1922 à 1923    |
| Charlie Cotch (en)    | 11  | 1  | 0  | 1   | 0   | 1924 à 1925    |
| Jack Coughlin         | 2   | 0  | 0  | 0   | 0   | 1920 à 1921    |
| Billy Coutu           | 24  | 8  | 4  | 12  | 74  | 1920 à 1921    |
| Corbett Denneny       | 23  | 0  | 0  | 0   | 6   | 1923 à 1924    |
| Cecil Dye             | 1   | 2  | 0  | 2   | 0   | 1920 à 1921    |
| Jake Forbes (en)      | 30  | 0  | 0  | 0   | 2   | 1924 à 1925    |
| Fraser, Jack          | 1   | 0  | 0  | 0   | 0   | 1923 à 1924    |
| Leth Graham (en)      | 4   | 1  | 0  | 1   | 0   | 1922 à 1923    |
| Red Green             | 53  | 30 | 4  | 34  | 83  | 1923 à 1925    |
| Shorty Green (en)     | 50  | 25 | 3  | 28  | 94  | 1923 à 1925    |
| Charlie Langlois (en) | 30  | 6  | 1  | 7   | 59  | 1924 à 1925    |
| Eddie Lowrey (en)     | 3   | 0  | 0  | 0   | 0   | 1920 à 1921    |
| Joe Malone            | 44  | 55 | 11 | 66  | 4   | 1920 à 1922    |
| Joe Matte             | 39  | 10 | 12 | 22  | 31  | 1920 à 1922    |
| Tom McCarthy (en)     | 22  | 8  | 1  | 9   | 10  | 1920 à 1921    |
| Moylan McDonnell (en) | 20  | 1  | 1  | 2   | 0   | 1920 à 1921    |
| Alex McKinnon (en)    | 30  | 8  | 2  | 10  | 45  | 1924 à 1925    |
| Fred McLean (en)      | 2   | 0  | 0  | 0   | 0   | 1920 à 1921    |
| Harry Mummery         | 27  | 4  | 2  | 6   | 24  | 1921 à 1923    |
| Charles Pletsch (en)  | 1   | 0  | 0  | 0   | 0   | 1920 à 1921    |
| George Prodgers       | 94  | 55 | 16 | 71  | 31  | 1920 à 1925    |
| Ken Randall           | 54  | 15 | 1  | 16  | 67  | 1923 à 1925    |
| Leo Reise (en)        | 58  | 17 | 20 | 37  | 51  | 1920 à 1924    |
| Mickey Roach          | 112 | 49 | 25 | 74  | 19  | 1920 à 1925    |
| Ganton Scott          | 4   | 0  | 0  | 0   | 0   | 1923 à 1924    |
| Jesse Spring (en)     | 49  | 5  | 2  | 7   | 19  | 1923 à 1925    |
| Cully Wilson          | 46  | 23 | 12 | 35  | 67  | 1921 à 1923    |

### Entraîneurs-chefs
| No | Nom                 | Premier match    | Dernier match   | Saison régulière | Saison régulière | Saison régulière | Saison régulière | Saison régulière | Saison régulière | Séries éliminatoires | Séries éliminatoires | Séries éliminatoires | Séries éliminatoires | Remarques |
| No | Nom                 | Premier match    | Dernier match   | PJ               | V                | D                | N                | P                | % V              | PJ                   | V                    | D                    | % V                  | Remarques |
| -- | ------------------- | ---------------- | --------------- | ---------------- | ---------------- | ---------------- | ---------------- | ---------------- | ---------------- | -------------------- | -------------------- | -------------------- | -------------------- | --------- |
| 1  | Percy Thompson (en) | 22 décembre 1920 | 7 mars 1921     | 24               | 6                | 18               | 0                | 12               | 25,0             | -                    | -                    | -                    | -                    |           |
| 2  | Maurice Malone      | 17 décembre 1921 | 8 mars 1922     | 24               | 7                | 17               | 0                | 14               | 29,2             | -                    | -                    | -                    | -                    |           |
| 3  | Arthur Ross         | 16 décembre 1922 | 5 mars 1923     | 24               | 6                | 18               | 0                | 12               | 25,0             | -                    | -                    | -                    | -                    |           |
| 4  | Percivale LeSueur   | 15 décembre 1923 | 16 janvier 1924 | 10               | 3                | 7                | 0                | 6                | 30,0             | -                    | -                    | -                    | -                    |           |
| 5  | Kenneth Randall     | 19 janvier 1924  | 5 mars 1924     | 14               | 6                | 8                | 0                | 12               | 42,9             | -                    | -                    | -                    | -                    |           |
| 6  | James Gardner       | 29 novembre 1924 | 9 mars 1925     | 30               | 19               | 10               | 1                | 39               | 65,0             | -                    | -                    | -                    | -                    |           |

### Directeur général
Entraîneur-chef pour la première saison des Tigers dans la LNH, Percy Thompson (en) est également le premier et seul directeur général que la franchise ait connu.

### Membres du temple de la renommée du hockey
Parmi tous les personnalités de l'équipe certaines sont célèbres pour avoir été intronisés par la suite au sein du Temple de la renommée du hockey. C'est ainsi le cas des joueurs Harry « Billy » Burch, Cecil Henry « Babe » Dye, Wilfred « Shorty » Green  et Joe Malone mais également de Jimmy Gardner et Art Ross tous deux entraîneurs pendant une saison chacun.